# Jacobo
Jacobo es un nombre de pila masculino común. Es la transcripción usual en español del nombre propio Ya'akov (en hebreo: יַעֲקֹב‎). Sus variantes son Jacob, Yacob (forma sefardí), Iago, Llago, Yago, Yagüe y Jaime. Con el apócope de santo, «San», da origen a Santiago y sus versiones cortas Tiago y, posiblemente, Diego.

## Origen y etimología
El nombre es de origen semítico occidental, atestiguado en inscripciones cuneiformes (acadias) del segundo milenio a. C. como Ya-ah-qu-ub-el o bien Ya-qu-ub-el. Con la forma Yaqub-Har, que puede ser leída también como Yaqub El o incluso Yaqubaal, es mencionado en textos jeroglíficos egipcios como el nombre de un monarca hicso (Meruserra Yakub Har) y en una lista de Tutmosis III (siglo XV a. C.) en la cual puede tratarse de un topónimo de Canaán.
La forma compuesta sugiere, según la hipótesis más aceptada, que el nombre significa « Proteja (el dios) 'El» (o «Baal»).
En la Biblia, es el nombre del patriarca Jacob, considerado el ancestro directo de las doce tribus de Israel y se relaciona con la raíz hebrea ʿqb (עקב) que significa «seguir», pero también «suplantar» o «eludir».
El libro del Génesis (25:26) proporciona una etimología popular del nombre. En efecto, se hace derivar a Yaʿaqōv (יעקב) del sustantivo ʿaqev (עָקֵב) «talón», explicando que, al nacer, Jacob sujetaba el talón de su mellizo Esaú. Sujetar a alguien por el talón era, además, una expresión que podía interpretarse como «suplantar», «quitar a otro del medio», y ese sentido es explicitado en el mismo libro (27:36) en boca del propio Esaú: «Bien llamaron su nombre Jacob, pues ya me ha suplantado (יַּעְקְבֵנִי) dos veces: se apoderó de mi primogenitura, y he aquí ahora ha tomado mi bendición...»
La traducción griega de la Biblia, conocida como Septuaginta, trascribe el nombre como Iakōbos (Ιακωβος) de donde procede el latín: Iacobus y el español Jacobo.
En la Biblia cristiana (Nuevo Testamento) Jacobo, generalmente transcripto en su variante Santiago, es el nombre de varias personas relacionadas con Jesús de Nazaret, a saber: Jacobo (Santiago) el Mayor, hijo de Zebedeo y uno de los doce apóstoles, Jacobo (Santiago) el menor, hijo de Alfeo, otro de los Doce, y Jacobo (Santiago), también conocido como «el Justo», identificado a menudo con alguno de los dos anteriores, y primer obispo de la iglesia de Jerusalén.

## Variantes

### Santiago
Es la versión más difundida de este nombre en español, en homenaje a Santiago el Mayor, uno de los apóstoles de Jesús de Nazaret. 
En latín eclesiástico se le denominaba Sanctus Iacobus, literalmente "San Jacobo", compuesto que devino en Sant Iaco y Sant Iague (o Yagüe) para culminar como Sant Iago. Al ser el grito de batalla de los cristianos españoles durante la Reconquista, se popularizó como una sola palabra y no dos, pasando a ser un nombre por derecho propio.

### Diego
Diego, al parecer, deriva de una incorrecta separación del nombre Santiago, San Tiago (que dio la variante portuguesa Tiago, usada también como nombre) que devino, quizás por razones de eufonía, en Diago y luego Diego y su variante portuguesa Diogo.
Aunque el proceso de separación fue muy lento y no está completamente atestiguado, se estima que fue el siguiente:
Sant Yago o Sant Iago → San Tiago → Tiago o Tyago → Diago → Diego
Ejemplos

Et ueno M. Thome, maordomo del bispo, al día del plazo de Sant Yago & aduxo los alcaldes sobredichos...
Anónimo, Documento de avenencia. Castilla, ca. 1230.

Rogamos asant clemente en cuyo día nasçiemos & asant illifonso cuyo nombre abemos. & asant tiago que es nuestro sennor & nuestro padron
Fuero de Burgos. ca. 1290.

Título de vna fazannia Don del tiempo del Rey don alfonso el vyeio. Nunno el buenno & don diago gonçalez su hermano...
Fuero de Burgos. ca. 1290.

#### Didacus
Una etimología erudita sostiene que Diego procedería del latín Didacus, derivado a su vez del griego Διδακμος (Didakmós, participio que significa "instruido"), el cual dio lugar a Dídaco. No obstante, parece ser que Didacus nunca existió en el latín hablado, más bien se trata de una latinización del propio Diego, a semejanza de otras similares, como Ludovicus, de Luis (nombre germánico) o Xaverius, de Javier.
Su presencia documental, en efecto - fuera de los nombres latinizados, como Didacus Roderici para Diego Rodríguez - es prácticamente inexistente; es decir, que nadie se llamó nunca Dídaco ni nada parecido antes de existir el nombre Diego. En consecuencia, el origen de Diego en Tiago y antes Sant Iago parece evidente. Aunque se latinizase con frecuencia como Didacus por motivos de mero cultismo, no parece haber pruebas de que Diego derivase de Didacus.
Galdós hace notar en su episodio "Narváez" esta confusión:

— Este es el hijo segundo — dijo Miedes designando a un muchachón fornido, guapo, de tez tostada, que altanero nos contemplaba. Su nombre es Didaco o Yago, aunque vulgarmente lo llaman Diego.

Una hipótesis alternativa deriva a Diego del adjetivo céltico *Diacu «lento» atestiguado en el bretón dieg.

### Jaime
La variante Jaime proviene del latín Iacomus, una forma dialectal occitana de Iacobus que dio origen a James en francés antiguo y en inglés medio.

### Femenino
La variante femenina de Jacobo en español y otras idiomas romances es Jacoba, aunque también se usa el nombre Jacobina. Sin embargo, el más conocido y usado internacionalmente es el nombre Jaqueline, de origen francés, siendo la variante femenina de Jacques.

## En otros idiomas
| Idioma           | Variedades                                                                                         |
| ---------------- | -------------------------------------------------------------------------------------------------- |
| Hebreo           | Ya'akov (יעקב).                                                                                    |
| Árabe            | Yaʿqūb (يعقوب).                                                                                    |
| Persa            | Yaghub.                                                                                            |
| Armenio          | Hakob (Հակոբ).                                                                                     |
| Griego           | Iákovos (Ιάκωβος), Iakóv (Ιακώβ), Gyánkos (Γιάγκος).                                               |
| Latín            | Iacobus.                                                                                           |
| Portugués        | Jacó, Iago, Santiago, Tiago, Jaime, Diogo.                                                         |
| Gallego          | Xacobe, Santiago, Iago, Xaime, Xácome.                                                             |
| Asturiano        | Xacobu, Xaime, Yago.                                                                               |
| Aragonés         | Chaime, Diago.                                                                                     |
| Catalán          | Jacob, Jaume, Dídac.                                                                               |
| Occitano         | Jacme.                                                                                             |
| Francés          | Jacques.                                                                                           |
| Italiano         | Giacomo, Jacopo, Giacobbe.                                                                         |
| Rumano           | Iacob, Iacov.                                                                                      |
| Bretón           | Jakez.                                                                                             |
| Galés            | Iago, Jacob, Jac, Jago.                                                                            |
| Córnico          | Jago, Jammes, Jamma.                                                                               |
| Gaélico irlandés | Séamus, Séamas.                                                                                    |
| Gaélico escocés  | Seumas.                                                                                            |
| Inglés           | Jacob, James, Jakob, Jaime, Jamie; hipocorístico: Jack, Jake; diminutivo: Jimmy, Jim, Jimmie, Jay. |
| Escocés          | Hamish.                                                                                            |
| Neerlandés       | Jacobus, Jaak, Jakob, Jacob, Sjaak.                                                                |
| Alemán           | Jakob, Jacob.                                                                                      |
| Danés            | Jakob, Jacob, Jep, Jeppe, Ib.                                                                      |
| Sueco            | Jakob, Jacob.                                                                                      |
| Noruego          | Jakob, Jakop.                                                                                      |
| Islandés         | Jakob, Jacob, Jack, James.                                                                         |
| Feroés           | Jákup, Jakku                                                                                       |
| Letón            | Jēkabs.                                                                                            |
| Lituano          | Jokūbas.                                                                                           |
| Polaco           | Jakub; hipocorístico: Kuba.                                                                        |
| Sorabo           | Jakub.                                                                                             |
| Checo            | Jakub; hipocorístico: Kuba.                                                                        |
| Eslovaco         | Jakub; hipocorístico: Kubo.                                                                        |
| Ucraniano        | Yakiv (Яків).                                                                                      |
| Ruso             | Yakov (Иаков, Яков), Jascha, Yasha (Яша).                                                          |
| Búlgaro          | Yakov (Яков).                                                                                      |
| Serbio           | Jakov (Јаков).                                                                                     |
| Croata           | Jakov.                                                                                             |
| Esloveno         | Jakob, Jaka.                                                                                       |
| Bosnio           | Jakub.                                                                                             |
| Euskera          | Jagoba.                                                                                            |
| Estonio          | Jaagup, Jaak, Jakob.                                                                               |
| Finés            | Jaakkob, Jaakob, Jaakoppi, Jaakko.                                                                 |
| Húngaro          | Jakab, Jákob.                                                                                      |
| Turco            | Yakup.                                                                                             |
| Yidis            | Yankev, Yankl, Yankel, Yankele.                                                                    |
| Chino            | Yǎgè (雅各).                                                                                       |
| Japonés          | Yakobu (ヤコブ).                                                                                   |
| Vietnamita       | Giacôbê.                                                                                           |
| Malayo           | Yaakob, Yaakub, Yakub, Yakob, Yakobus.                                                             |
| Samoano          | Iakopo.                                                                                            |